# 이시다 치호
이시다 치호(일본어: 石田 千穂, 2002년 3월 17일 ~ )는 일본의 여성 아이돌 그룹 STU48의 멤버이다. 히로시마현 출신.